# Calamagrostis smirnowii
Calamagrostis smirnowii är en gräsart som beskrevs av Dmitrij Litvinov och Vsevolod Alexeevič Petrov. Calamagrostis smirnowii ingår i släktet rör, och familjen gräs. Inga underarter finns listade i Catalogue of Life.